# Doktorzy honoris causa Uniwersytetu Jagiellońskiego
Doktorzy honoris causa Uniwersytetu Jagiellońskiego:

## XIX wiek
- 1816
  - Feliks Bentkowski dr h.c. filozofii; prof. historii powszechnej Uniwersytetu Jagiellońskiego
  - Paweł Czajkowski dr h.c. filozofii; prof. literatury polskiej UJ
- 1818
  - Mikołaj Corde(inne języki) dr h.c. medycyny; prof. chirurgii UJ
  - Ignacy Miączyński dr h.c. filozofii; rezydent rosyjski w Rzeczypospolitej Krakowskiej
  - Ernest Reibnitz dr h.c. filozofii; pruski komisarz do spraw organizacji Wolnego M. Krakowa i do spraw UJ
  - Wojciech Szweykowski dr h.c. teologii; kanonik, kustosz katedralny płocki, współorganizator (1816) oraz rektor Uniwersytetu w Warszawie
  - Antoni Tafiłowski dr h.c. teologii; kanonik honorowy i kanclerz katedralny żytomierski
- 1819
  - Józef Jan Celiński dr h.c. filozofii; farmaceuta, chemik, profesor Uniwersytetu w Warszawie
  - Jan Marceli Gutkowski dr h.c. teologii; scholastyk kapituły katedralnej płockiej, od roku 1819 naczelny kapelan wojsk Królestwa Polskiego
  - Fryderyk Florian Skarbek dr h.c. filozofii; prof. prawa administracyjnego Uniwersytetu Warszawskiego
  - Kalasanty Szaniawski dr h.c. prawa; Prokurator Generalny Królestwa Polskiego
  - Józef Szczepan Koźmian dr h.c. teologii; kanonik kapituły metropolitalnej warszawskiej, od 1820 biskup kujawsko-kaliski
- 1820
  - Joachim Lelewel dr h.c. filozofii; historyk
- 1821
  - Józef Gołuchowski dr h.c. filozofii; prof. filozofii Uniwersytetu w Wilnie
  - Kajetan Trojański dr h.c. filozofii; profesor UJ
- 1824
  - Mateusz Maurycy Wojakowski dr h.c. teologii; archidiakon Katedry Lubelskiej, biskup sufragan i wikariusz lubelski
- 1826
  - Edward Czarnecki dr h.c. teologii; kanonik katedralny płocki i kustosz kapituły archikatedralnej warszawskiej
  - Norbert Alfons Kumelski dr h.c. filozofii; przyrodnik
- 1829
  - Ludwik Łętowski dr h.c. teologii; kanonik krakowski
  - Wojciech Grzegorz Ossoliński dr h.c. teologii; kanonik Katedry Podlaskiej
- 1830
  - Władysław Starczewski dr h.c. teologii; kanonik krakowski
- 1832
  - Michał Wiszniewski dr h.c. filozofii; prof. historii literatury, UJ
- 1833
  - Jan Schindler dr h.c. obojga praw; prof. Pisma Św., Uniwersytet Jagielloński
  - Maksymilian Weisse(inne języki) dr h.c. obojga praw; prof. astronomii, UJ
- 1837
  - Herman Czech dr h.c. teologii; b. prof. Akademii Terezjańskiej w Wiedniu
  - Franciszek Stachowski dr h.c. filozofii; prof. nauki religii, pedagogiki i języka greckiego, UJ
  - Mateusz Gładyszewicz dr h.c. prawa; kanonik Katedry Krakowskiej
- 1840
  - Jan Schindler dr h.c. filozofii; b. prof. Pisma Św. Starego Testamentu, UJ
- 1842
  - Karol Heintl dr h.c. prawa; dyrektor Fakultetu Filozoficznego Uniwersytetu w Wiedniu
- 1843
  - Jan de Reuman dr h.c. medycyny; prof. Uniwersytetu w Wiedniu
- 1844
  - Christian Fryderyk Harles dr h.c. medycyny; prof. medycyny Uniwersytetu w Bonn
- 1845
  - Sebastian Brunner dr h.c. filozofii; pisarz i historyk Kościoła, austriacki dyplomata
- 1846
  - August Schilling dr h.c. filozofii; szambelan, urzędnik dworu wiedeńskiego
- 1847
  - Józef Brodowicz dr h.c. filozofii; prof. medycyny UJ
  - Władysław Endlicher dr h.c. filozofii; prof. historii naturalnej Uniwersytetu w Wiedniu
  - Jan Zienkiewicz dr h.c. filozofii; kanonik gnieźnieński
- 1848
  - Karol August Heylman dr h.c. prawa; sędzia Sądu Apelacyjnego w Warszawie
- 1850
  - Wincenty Pol dr h.c. filozofii; prof. geografii Uniwersytetu Jagiellońskiego
  - Jan Staroniewicz dr h.c. filozofii; prof. religii i pedagogiki UJ
- 1851
  - Antoni Szymański dr h.c. prawa; urzędnik prefektury w Paryżu
- 1859
  - Emil Czyrniański dr h.c. filozofii; prof. chemii ogólnej, UJ
  - Wiktor Zepharowich dr h.c. filozofii; prof. mineralogii UJ
- 1862
  - Franciszek Maciejowski dr h.c. prawa; prof. prawa rzymskiego w Szkole Głównej Warszawskiej
- 1866
  - Franciszek Karliński dr h.c. filozofii; prof. astronomii UJ
- 1867
  - Ferdynand Skibiński dr h.c. medycyny; prof. położnictwa w Czerniowcach
  - Maciej Józef Brodowicz dr h.c. medycyny; b. prof. medycyny UJ
- 1872
  - Adam Adamowicz dr h.c. medycyny; b. prof. weterynarii Uniwersytetu Wileńskiego
  - Józef Szujski dr h.c. filozofii; prof. historii polskiej, UJ
- 1879
  - Józef Kraszewski dr h.c. filozofii; pisarz
- 1883
  - Hilary Hankiewicz dr h.c. prawa; b. prof. rachunkowości państwowej, UJ
  - Stanisław Spis dr h.c. teologii; prof. nauk biblijnych Nowego Testamentu; rektor UJ
- 1884
  - Karl von Rokitansky dr h.c. medycyny; prof. medycyny Uniwersytetu w Wiedniu
- 1885
  - Albin Dunajewski dr h.c. teologii; biskup krakowski
- 1887
  - August Cieszkowski dr h.c. prawa; filozof
  - Ignacy Domeyko dr h.c. medycyny; prof. chemii i mineralogii Uniwersytetu Santiago
  - Paul Gautsch von Frankenthurn dr h.c. filozofii; b. minister Wyznań i Oświaty w Wiedniu
  - Rudolf Habsburg dr h.c. filozofii; arcyksiążę, następca tronu austriackiego
  - Julian Klaczko dr h.c. prawa; pisarz polityczny
  - Jan Ignacy Korytkowski dr h.c. teologii; kanonik kapituły w Gnieźnie
  - Adam Krasiński dr h.c. filozofii; b. biskup wileński
  - Józef Supiński dr h.c. prawa; ekonomista
  - Jan Matejko dr h.c. filozofii; artysta malarz, profesor malarstwa historycznego i dyrektor Szkoły Sztuk Pięknych w Krakowie
  - Seweryn Morawski dr h.c. teologii; arcybiskup metropolita lwowski obrządku łacińskiego
  - Michał Nowodworski dr h.c. teologii; wydawca i redaktor „Encyklopedii Kościelnej”
  - Wiktor Szokalski dr h.c. medycyny; b. prof. medycyny w Szkole Głównej w Warszawie, naczelny lekarz Instytutu Oftalmologicznego w Warszawie
  - Władysław Taczanowski dr h.c. filozofii; dyrektor Muzeum Historii Naturalnej w Warszawie
- 1888
  - Salvatore Talamo dr h.c. teologii; prof. Akademii Rzymskiej Św. Tomasza
- 1891
  - Józef Majer dr h.c. filozofii; b. prof. fizjologii UJ, prezes Akademii Umiejętności w Krakowie
- 1892
  - Antoni Małecki dr h.c. prawa; prof. historii literatury polskiej Uniwersytetu Lwowskiego
  - August Witkowski dr h.c. filozofii; prof. fizyki UJ
- 1898
  - Izaak Mikołaj Isakowicz dr h.c. teologii; arcybiskup metropolita lwowski obrządku ormiańskiego
- 1900 (rok jubileuszowy)[2]
  - Guido Baccelli dr h.c. medycyny, prof. medycyny Uniwersytetu w Rzymie
  - Ignacy Baranowski dr h.c. medycyny; b. prof. medycyny Uniwersytetu Warszawskiego
  - Joachim Berthier(inne języki) dr h.c. teologii; prof. Uniwersytetu we Fryburgu
  - Leon Biliński dr h.c. prawa; b. prof. Uniwersytetu we Lwowie, b. minister skarbu monarchii austro-węgierskiej
  - Michał Bobrzyński dr h.c. filozofii; b.prof. historii prawa polskiego i niemieckiego UJ, wiceprezydent Rady Szkolnej i Krajowej, później namiestnik Galicji
  - Eugen von Böhm-Bawerk dr h.c. prawa; profesor honorowy Uniwersytetu w Wiedniu, minister Skarbu monarchii austro-węgierskiej
  - Abraham Bredius(inne języki) dr h.c. filozofii; dyrektor Muzeum Królewskiego w Hadze
  - Włodzimierz Brodowski dr h.c. medycyny; b. prof. h.c. medycyny Uniwersytetu Warszawskiego
  - Ernest Commer dr h.c. teologii; prof. filozofii Uniwersytetu we Wrocławiu
  - Domenico Comparetti dr h.c. filozofii; senator Królestwa Włoskiego
  - Borys Cziczerin dr h.c. prawa; b. prof. prawa politycznego Uniwersytetu w Moskwie, burmistrz miasta Moskwy
  - Rudolf Dareste dr h.c. prawa; radca Trybunału Kasacyjnego w Paryżu
  - Yves Delage dr h.c. filozofii; prof. anatomii porównawczej Uniwersytetu w Paryżu
  - Leopold Delisle(inne języki) dr h.c. filozofii; dyrektor Biblioteki Narodowej w Paryżu
  - Henryk Denifle dr h.c. filozofii; archiwariusz Archiwum Watykańskiego
  - Ludwik Duchesne dr h.c. teologii; dyrektor Ecole de Rome
  - Paweł Duhem dr h.c. filozofii; prof. fizyki Uniwersytetu w Bordeaux
  - Ernest Dümmler dr h.c. filozofii; prof. historii średniowiecznej Uniwersytetu w Halle, prezes wydawnictwa „Monumenta Germaniae Historica”
  - Julian Dunajewski dr h.c. filozofii; b. prof. nauk politycznych UJ, b. minister skarbu monarchii austro-węgierskiej
  - Roland Eötvös dr h.c. filozofii; prof. fizyki Uniwersytetu w Budapeszcie, prezes Węgierskiej Akademii Umiejętności, b. minister wyznań i oświaty Węgier
  - Jan Gebauer dr h.c. filozofii; prof. filologii słowiańskiej czeskiegoUniwersytetu w Pradze
  - Ludwik Górski dr h.c. prawa; cesarsko-rosyjski podkomorzy w Warszawie
  - Wilhelm Hartel dr h.c. filozofii; minister wyznań i oświaty w Wiedniu
  - Jarosław Hlava dr h.c. medycyny; prof. medycyny czeskiego Uniwersytetu w Pradze
  - Józef Hlavka dr h.c. filozofii; prezes Czeskiej Akademii Umiejętności w Pradze
  - Władysław Holewiński dr h.c. prawa; prof. Uniwersytetu w Warszawie
  - Henryk Hoyer (senior) dr h.c. medycyny; prof. histologii Uniwersytetu Warszawskiego
  - Karol Inama von Sternegg dr h.c. prawa; profesor honorowy Uniwersytetu w Wiedniu, prezydent Centralnej Komisji Statystycznej w Wiedniu.
  - Watrosław Jagić dr h.c. filozofii; prof. filologii słowiańskiej Uniwersytetu w Wiedniu
  - Feliks Klein dr h.c. filozofii; prof. matematyki Uniwersytetu w Getyndze
  - Nikodem Kondokow dr h.c. filozofii; b.prof. historii sztuki Uniwersytetu w Petersburgu
  - Henryk Piotr Kossowski dr h.c. teologii; tytularny biskup we Włocławku
  - Radowan Koąutić dr h.c. filozofii; prof. filologii słowiańskiej Uniwersytetu w Belgradzie
  - Karol Krumbacher dr h.c. filozofii; prof. filologii Uniwersytetu w Monachium
  - Juliusz Kühn dr h.c. filozofii; prof. rolnictwa Uniwersytetu w Halle
  - Stanisław Kujot dr h.c. teologii; prezes Towarzystwa Nauk w Toruniu
  - Zygmunt Laskowski dr h.c. medycyny; prof. medycyny Uniwersytetu w Genewie
  - Franciszek Laurin dr h.c. teologii; prof. prawa kanonicznego Uniwersytetu w Wiedniu
  - Henryk Lebesgue dr h.c. filozofii; prof. Sorbony
  - Mieczysław Ledóchowski dr h.c. teologii; kardynał, prefekt Kongregacji „de propaganda fide”
  - Edward Likowski dr h.c. teologii; tytularny biskup w Poznaniu, prezes Towarzystwa Przyjaciół Nauk w Poznaniu
  - Józef Lister dr h.c. medycyny; prof. chirurgii w Kings College w Londynie
  - Tadeusz Lubomirski dr h.c. filozofii; książę, historyk i wydawca źródeł
  - Władysław Łuszczkiewicz dr h.c. filozofii; dyrektor Muzeum Narodowego w Krakowie zmarł przed promocją
  - Fryderyk Maitland dr h.c. prawa; prof. Uniwersytetu w Cambridge
  - Alfred Marshall dr h.c. prawa; prof. Uniwersytetu w Cambridge
  - Marceli Nencki dr h.c. medycyny; b. prof. chemii lekarskiej Uniwersytetu w Bernie, kierownik oddziału chemicznego Instytutu Medycyny Doświadczalnej w Petersburgu
  - Szymon Newcomb dr h.c. filozofii; prof. astronomii Uniwersytetu w Baltimore
  - Konstanty Nigra dr h.c. filozofii; ambasador włoski w Wiedniu
  - Adolf Nordenskiöld dr h.c. filozofii; dyrektor Muzeum w Sztokholmie
  - Ludwik Parocchii dr h.c. teologii; kardynał, wicekanclerz Stolicy Apostolskiej
  - Adolf Perraud dr h.c. teologii; kardynał i biskup w Autin
  - Leon Jan Piniński dr h.c. prawa; b. profesor Uniwersytetu we Lwowie, namiestnik Galicji
  - Jan Duklan Puzyna dr h.c. teologii; biskup krakowski
  - Aleksander Pypin dr h.c. filozofii; historyk literatur słowiańskich w Petersburgu
  - Wilhelm Ramsay dr h.c. filozofii; prof. chemii Uniwersytetu w Londynie
  - Antoni Randa dr h.c. prawa; prof. prawa cywilnego czeskiego Uniwersytetu w Pradze
  - Ferdynand Regelsberger dr h.c. prawa; prof. prawa rzymskiego Uniwersytetu w Getyndze
  - Ludwik Renault dr h.c. prawa; prof. prawa handlowego i międzynarodowego Uniwersytetu Paryskiego
  - Emil Roux dr h.c. medycyny; prof. bakteriologii Uniwersytetu w Paryżu
  - Henryk Sienkiewicz dr h.c. filozofii; pisarz
  - Mikołaj Sklifosowski dr h.c. medycyny; prof. chirurgii Akademii Medyco-Chirurgicznej w Petersburgu
  - Karol de Smedt dr h.c. teologii; prezydent bollandystów
  - Włodzimierz Spasowicz dr h.c. prawa; b.prof. prawa kryminalnego Uniwersytetu w Petersburgu
  - Henryk Struve dr h.c. filozofii; prof. filozofii Uniwersytetu Warszawskiego
  - Edward Süss dr h.c. filozofii; profesor geologii Uniwersytetu w Wiedniu
  - Heliodor Święcicki dr h.c. medycyny; kierownik kliniki położniczo-ginekologicznej, późniejszy prof. medycyny Uniwersytetu w Poznaniu
  - Józef Thomson dr h.c. filozofii; prof. fizyki Uniwersytetu w Cambridge
  - Paweł Violet dr h.c. prawa; prof. Ecole des Chartes w Paryżu
  - Rudolf Virchow dr h.c. medycyny; prof. medycyny Uniwersytetu w Berlinie
  - Tadeusz Wojciechowski dr h.c. filozofii; prof. historii polskiej Uniwersytetu we Lwowie
  - Hermann Zschokke dr h.c. teologii; b. prof. Uniwersytetu w Wiedniu, tytularny biskup w Wiedniu

## XX wiek
- 1908
  - Witold Korytowski dr h.c. filozofii; b. minister skarbu monarchii austro-węgierskiej
- 1910
  - Jan Łoś dr h.c. filozofii; prof. slawistyki i jęz. polskiego UJ
  - Józef Morozewicz dr h.c. filozofii; prof. mineralogii UJ
- 1914
  - Ludwik Ćwikliński dr h.c. medycyny; b. prof. filologii klasycznej Uniwersytetu Lwowskiego, kierownik Sekcji Szkół Wyższych w Ministerstwie Wyznań i Oświaty w Wiedniu
  - Alfred Sokołowski dr h.c. medycyny; zasłużony lekarz warszawski
- 1918
  - Ignacy Chrzanowski dr h.c. filozofii; prof. historii literatury polskiej UJ
  - Georges Clemenceau dr h.c. filozofii; b. premier i minister wojny Francji
  - Ferdynand Foch dr h.c. medycyny; marszałek Francji
  - Dezydery Mercier dr h.c. teologii; prymas Belgii, kardynał, arcybiskup metropolita mechliński, b. prof. filozofii katolickiego Uniwersytetu w Lowanium
  - Leon Sternbach dr h.c. filozofii; prof. filologii klasycznej UJ
  - Thomas Woodrow Wilson dr h.c. filozofii; b. prezydent USA
- 1919
  - Herbert Hoover dr h.c. medycyny; organizator i administrator amerykańskiej pomocy charytatywnej dla Europy
  - Ignacy Paderewski dr h.c. filozofii; pianista, premier i minister spraw zagranicznych RP
- 1920
  - Józef Piłsudski dr h.c. prawa; Naczelnik Państwa
- 1922
  - Arthur Balfour dr h.c. filozofii; minister spraw zagranicznych Wielkiej Brytanii
  - Władysław Mickiewicz dr h.c. filozofii; literat w Paryżu
- 1923
  - Henryk Le Rond dr h.c. prawa; generał Francji
- 1924
  - Maria Skłodowska-Curie – dr h.c. medycyny i filozofii; profesor fizyki Uniwersytetu w Paryżu, laureatka Nagrody Nobla
  - Henryk Ferdynand Hoyer dr h.c. filozofii; prof. anatomii porównawczej UJ
  - Kazimierz Kostanecki dr h.c. filozofii; prof. anatomii opisowej UJ
- 1926
  - Józef Boguski dr h.c. filozofii; prof. honorowy Politechniki Warszawskiej
  - Stanisław Okoniewski dr h.c. teologii; biskup chełmiński
  - Adam Stefan Sapieha dr h.c. teologii; arcybiskup metropolita krakowski
  - Julian Talko-Hryncewicz dr h.c. medycyny; prof. antropologii UJ
- 1927
  - Gabriel Bertrand(inne języki) dr h.c. medycyny; prof. chemii biologicznej Uniwersytetu w Paryżu.
  - Emil Godlewski (senior) dr h.c. rolnictwa; prof. chemii rolniczej UJ
- 1928
  - Leon Marchlewski – dr h.c. medycyny; prof. chemii lekarskiej UJ
  - Albert Thomas – dr h.c. prawa; dyrektor Międzynarodowego Biura Pracy przy Lidze Narodów
- 1929
  - Emil Godlewski (junior)- dr h.c. filozofii; prof. biologii i embriologii UJ
  - Arkadiusz Lisiecki dr h.c. teologii; biskup katowicki
  - Stanisław Zaremba dr h.c. filozofii; prof. matematyki UJ
- 1930
  - Władysław Natanson dr h.c. filozofii; prof. fizyki teoretycznej UJ
  - Karol Szymanowski dr h.c. filozofii; kompozytor i pianista, rektor Wyższej Szkoły Muzycznej w Warszawie
  - Tadeusz Zieliński dr h.c. filozofii; prof. filologii klasycznej UW
- 1931
  - Leopold Adametz dr h.c. rolnictwa; prof. Akademii Ziemiańskiej w Wiedniu, prof. hodowli zwierząt UJ w latach 1890-1928
  - Teodor Kubina dr h.c. teologii; biskup częstochowski
- 1933
  - Adam Chmiel dr h.c. filozofii; historyk, archiwariusz i historiograf UJ
- 1934
  - Henryk Ferdynand Hoyer dr h.c. rolnictwa; prof. anatomii porównawczej UJ
- 1938
  - Pietro de Francisci dr h.c. prawa; prof. prawa rzymskiego Uniwersytetu w Rzymie
  - Stanisław Kutrzeba dr h.c. filozofii; prof. historii prawa polskiego UJ
- 1947
  - Adolf Černý (ur. 1864), poeta i publicysta czeski
  - Juliusz Ippoldt (ur. 1867), lektor języka niemieckiego
  - Józef Kostrzewski (ur. 1885), archeolog, profesor Uniwersytetu Adama Mickiewicza w Poznaniu.
  - Eugeniusz Romer (ur. 1871), geograf, b. prof. Uniwersytetu Jana Kazimierza we Lwowie i UJ
  - Jan Stach (ur. 1877), zoolog, dyrektor Muzeum Przyrodniczego Polskiej Akademii Umiejętności w Krakowie
- 1948
  - Julije Benešić (ur. 1883), pisarz chorwacki, polonista
  - Franciszek Popiołek (ur. 1868), historyk dziejów Śląska, b.prof. i dyrektor Gimnazjum im. A. Osuchowskiego w Cieszynie
  - Fryderyk Zoll (ur. 1865), prawnik, profesor UJ
- 1949
  - Leopold Staff (ur. 1878), poeta
- 1951
  - Irène Joliot-Curie (ur. 1897), fizyk i chemik, profesor Sorbony
  - Frédéric Joliot-Curie (ur. 1900), fizyk, profesor College de France
- 1954
  - Ludwik Solski (ur. 1855), aktor
- 1958
  - Adam Alojzy Krzyżanowski (ur. 1873), prawnik, ekonomista, profesor UJ
- 1960
  - Wojciech Alojzy Świętosławski (ur. 1881), fizykochemik, profesor Politechniki Warszawskiej
- 1962
  - Clementino Francisco de Santiago Dantas (ur. 1911), polityk, prawnik, profesor Uniwersytetu w Rio de Janeiro
  - Jan Stanisław Olbrycht (ur. 1886), lekarz, b.prof. medycyny sądowej UJ, prof. Akademii Medycznej w Krakowie
  - Władysław Szafer (ur. 1886), botanik, profesor UJ
- 1964 (600-lecie powołania Akademii Krakowskiej)
  - Ivo Andrić (ur. 1892), pisarz jugosłowiański
  - William Bloom(inne języki) (ur. 1899), histolog, profesor Biophysical Institute przy Uniwersytecie w Chicago
  - Giacomo Devoto(inne języki) (ur. 1897), językoznawca, profesor Uniwersytetu we Florencji
  - Jean Gaudement (ur. 1908), prawnik, profesor prawa rzymskiego w Uniwersytecie Paryskim
  - Stanisław Kaleśnik(inne języki) (ur. 1901) roku, geograf, profesor Uniwersytetu w Leningradzie (obecnie: St. Petersburgu)
  - Piotr Leonidowicz Kapica (ur. 1894), fizyk, dyrektor Instytutu Problemów Fizycznych Akademii Nauk ZSRR
  - Józef Klima (ur. 1909), prawnik, profesor prawa Starożytnego Wschodu Uniwersytetu Karola w Pradze
  - Tadeusz Kotarbiński (ur. 1886), filozof, logik, profesor Uniwersytetu Warszawskiego
  - Roman Kozłowski (ur. 1889), paleontolog, profesor Uniwersytetu Warszawskiego
  - Julian Krzyżanowski (ur. 1892), historyk literatury polskiej, profesor Uniwersytetu Warszawskiego
  - Philip Henry Kuenen(inne języki) (ur. 1902), geolog, profesor Uniwersytetu w Groningen
  - Ernest Labrousse (ur. 1893) roku, historyk, profesor Sorbony
  - Oskar Lange (ur. 1904) roku, ekonomista, profesor Uniwersytetu Warszawskiego
  - Erik Molnár (ur. 1894), historyk, profesor Uniwersytetu w Budapeszcie
  - Wiktor Niemycki (ur. 1900), matematyk, profesor Uniwersytetu im. Łomonosowa w Moskwie
  - Linus Pauling (ur. 1901), chemik i fizyk, profesor California Institute of Technology, laureat pokojowej Nagrody Nobla
  - Boris Aleksandrowicz Rybakow (ur. 1908), archeolog i historyk, profesor Uniwersytetu im. Łomonosowa w Moskwie
  - Wojciech Rubinowicz (ur. 1889) roku, fizyk, profesor Uniwersytetu Warszawskiego
  - Maksym Rylski (ur. 1895), poeta ukraiński, tłumacz literatury polskiej
  - Kazimierz Tymieniecki (ur. 1887), historyk, profesor Uniwersytetu Poznańskiego
  - Edoardo Volterra (ur. 1904), prawnik, profesor Uniwersytetu w Rzymie
  - Adam Wrzosek (ur. 1875), antropolog, fizjopatolog, historyk medycyny, profesor Uniwersytetu Poznańskiego
  - Wiktor M. Żyrmunski (ur. 1891), językoznawca i literaturoznawca, profesor literatury rosyjskiej Uniwersytetu w Leningradzie (ob. St. Petersburgu)
- 1966
  - Ignacio Chávez (ur. 1897), kardiolog, profesor Universidad Nacional Autonoma de Mexico
- 1967
  - Tadeusz Ważewski (ur. 1894), matematyk, profesor UJ
- 1968
  - Władysław Tatarkiewicz (ur. 1886), historyk filozofii, profesor Uniwersytetu Warszawskiego
- 1973
  - Claude Backvis (ur. 1910), historyk literatury polskiej, profesor L’Universite Libre de Bruxelles
  - Vojtech Filkorn(inne języki) (ur. 1922), profesor logiki Uniwersytetu im. Jana Amosa Komeńskiego w Bratysławie
  - Jerzy Kuryłowicz (ur. 1895), językoznawca, profesor językoznawstwa indoeuropejskiego i ogólnego, b. prof. Uniwersytetu Jana Kazimierza we Lwowie
  - Konrad Górski (ur. 1895), historyk i teoretyk literatury polskiej, edytor, profesor Uniwersytetu Mikołaja Kopernika w Toruniu
  - Bohuslav Havránek (ur. 1893), profesor slawistyki Uniwersytetu Karola w Pradze
- 1974
  - Zdenek Kopal(inne języki) (ur. 1914), profesor astronomii Uniwersytetu Victoria w Manchester
  - Edward Piszek (ur. 1916), działacz Polonii Amerykańskiej
- 1975
  - Otto Bihari (ur. 1921)), prawnik, profesor Uniwersytetu w Pecs
  - Marian Mięsowicz (ur. 1907), fizyk, profesor Akademii Górniczo-Hutniczej i Instytutu Fizyki i Techniki Jądrowej w Krakowie
  - Feliks Topolski (ur. 1907), artysta plastyk
  - Anatol Nicziporowicz (ur. 1899), biolog, profesor Instytutu Fizjologii Roślin Akademii Nauk ZSRR
  - Michaił Strogowicz (ur. 1894), prawnik, profesor Instytutu Państwa i Prawa Akademii Nauk ZSRR, promocja nie odbyła się, dyplom wysłano drogą konsularną
  - Clement J. Zablocki (ur. 1912), kongresmen, polityk z USA
- 1976
  - Fiedot Filin (ur. 1908) roku, profesor, dyrektor Instytutu Języka Rosyjskiego Akademii Nauk ZSRR
  - Jacques Le Goff (ur. 1924), historyk, profesor i prezydent Ecole des Hautes Etudes en Sciences Sociales w Paryżu
- 1977
  - Andrzej Burda (ur. 1913), prawnik, profesor Uniwersytetu Marii Curie-Skłodowskiej w Lublinie
- 1978
  - Torgn Segerstedt (ur. 1908), profesor filozofii i socjologii Uniwersytetu w Uppsali
  - Josef Ströder (ur. 1912), niemiecki pediatra[3]
- 1979
  - Jarosław Iwaszkiewicz (ur. 1894), pisarz, poeta, dramaturg, eseista, tłumacz
- 1980
  - Henryk Jabłoński (ur. 1909), historyk, profesor Uniwersytetu Warszawskiego, przewodniczący Rady Państwa
- 1981
  - Andor Csizmadia(inne języki) (ur. 1910), historyk, profesor Uniwersytetu w Pecs
  - Julian Godlewski (ur. 1903) roku, prawnik, mecenas sztuki polskiej, filantrop, działacz polonijny
  - Ilya Prigogine (ur. 1917) roku, fizyk i fizykochemik, profesor Uniwersytetu w Brukseli, laureat Nagrody Nobla w dziedzinie chemii
- 1983
  - Papież Jan Paweł II, wychowanek Uniwersytetu Jagiellońskiego
  - Rene Jean Dupuy(inne języki) (ur. 1918), profesor prawa międzynarodowego, Sekretarz Generalny Akademii Prawa Międzynarodowego w Hadze
  - Karolina Lanckorońska (ur. 1898), profesor historii sztuki
  - Teodor Parnicki (ur. 1908) roku, pisarz
- 1984
  - Raymond Firth (ur. 1901), antropolog, badacz kultury, profesor London School of Economic and Political Science
  - Witold Lutosławski (ur. 1913), kompozytor, autor wielu rozpraw z teorii kompozycji, profesor Warszawskiej Akademii Muzycznej
  - Andreas Papandreu (ur. 1919), premier rządu Republiki Greckiej
  - Javier Pérez de Cuéllar (ur. 1920), sekretarz generalny Organizacji Narodów Zjednoczonych
- 1985
  - Kazimierz Przybyłowski (ur. 1900) roku, profesor prawa cywilnego na Uniwersytecie Jana Kazimierza we Lwowie, następnie na UJ
  - Jan Safarewicz (ur. 1904), językoznawca, filolog klasyczny, profesor UJ
  - Władysław Wolter (ur. 1897), prawnik, profesor UJ
- 1986
  - Sante Graciotti (ur. 1923), historyk literatur słowiańskich, profesor Uniwersytetu w Rzymie
  - Knut Ipsen (ur. 1935), prawnik, profesor Uniwersytetu Ruhry w Bochum[4]
- 1987
  - Wacław Szubert (ur. 1912), prawnik, profesor Uniwersytetu Łódzkiego
- 1988
  - Paul Raabe(inne języki) (ur. 1927), historyk literatury niemieckiej, bibliotekoznawca, profesor Uniwersytetu w Getyndze
- 1989
  - Marie Thérese d'Alverny(inne języki) (ur. 1903), historyk mediewista, profesor Sorbony
  - Alois Haas (ur. 1933), chemik, profesor Uniwersytetu Ruhry w Bochum
  - James Steward Hyde (ur. 1932), biolog, biofizyk, profesor Medical College of Wisconsin, dyrektor National Biomedical ERS
  - Robert K. Merton (ur. 1910), socjolog, profesor Uniwersytetu Columbia w Nowym Jorku
  - Czesław Miłosz (ur. 1911), poeta i pisarz, laureat Nagrody Nobla, profesor Uniwersytetu Kalifornijskiego
  - Wiktor Skopenko(inne języki) (ur. 1935), chemik, profesor Uniwersytetu im. Szewczenki w Kijowie
  - Stefan Swieżawski (ur. 1907), filozof, profesor KUL
  - Andrzej Wajda (ur. 1926), reżyser filmowy i teatralny
  - Henryk Wereszycki (ur. 1898), historyk, profesor UJ
- 1990
  - Józef Maria Bocheński (ur. 1902), filozof, profesor Uniwersytetu we Fryburgu
  - Jerzy Turowicz (ur. 1912) roku, pisarz i animator polskiego życia intelektualnego, twórca i redaktor naczelny „Tygodnika Powszechnego”
  - Joachim Werner(inne języki) (ur. 1909), archeolog, profesor Uniwersytetu w Monachium
- 1991
  - Jean Baptiste Duroselle(inne języki) (ur. 1917), historyk, znawca dziejów powszechnych XIX i XX wieku, profesor Uniwersytetu Paris I
  - Albin Eser(inne języki) (ur. 1935), prawnik, dyrektor Instytutu Maxa Plancka we Fryburgu
  - Jerzy Giedroyc (ur. 1906), polityk, twórca paryskiej „Kultury”
- 1992
  - Giulio Andreotti (ur. 1919), wielokrotny premier rządu Włoch
  - Edward Bernard Raczyński (ur. 1891), dyplomata, prawnik. Prezydent RP na Obczyźnie
- 1993
  - Berthold Beitz (ur. 1913), przemysłowiec, bankier, polityk, przewodniczący Kuratorium im. Alfreda Kruppa, zasłużony w ratowaniu Polaków w czasie II wojny światowej
  - Matka Teresa z Kalkuty (właściwie: Agnes Gonxhe Bojaxhiu), (ur. 1910), misjonarka, założycielka Zgromadzenia Misjonarek Miłości, laureatka Pokojowej Nagrody Jana XXIII i Pokojowej Nagrody Nobla
- 1994
  - Szymon Wiesenthal (ur. 1908) roku, więzień obozów koncentracyjnych, twórca Żydowskiego Centrum Dokumentacji
- 1995
  - Jaakko Hintikka (ur. 1929), filozof, profesor Boston University
  - Friedrich Koja(inne języki) (ur. 1933), prawnik, ekonomista, profesor Uniwersytetu w Salzburgu
  - Gerard Labuda (ur. 1916), profesor historii Uniwersytetu im. Adama Mickiewicza w Poznaniu.
- 1996
  - Aleksander Gieysztor (ur. 1916), historyk, profesor Uniwersytetu Warszawskiego
  - Daria Haust profesor medycyny Uniwersytetu Ontario
  - Eugene Donald Jacobson (ur. 1930), profesor medycyny i fizjologii University of Colorado
  - Robert G. Parr(inne języki) (ur. 1921), chemik, profesor Uniwersytetu Stanowego Karoliny Północnej
  - Gisbert zu Putlitz(inne języki) (ur. 1931), fizyk, profesor Uniwersytetu w Heidelbergu
- 1997
  - William J. Norwood (ur. 1941), biofizyk, twórca szkoły nowoczesnej kardiochirurgii dziecęcej
- 1998
  - Krzysztof Penderecki (ur. 1933) roku, kompozytor i dyrygent, profesor Akademii Muzycznej w Krakowie
  - Stanisław Lem (ur. 1921), pisarz
  - Heinz Schuster-Šewc (ur. 1926), językoznawca, slawista, badacz języków łużyckich, emerytowany prof. Uniwersytetu Lipskiego
- 1999
  - Stephen Holgate(inne języki) profesor immunologii Uniwersytetu w Southampton, twórca międzynarodowego zespołu badań nad genetyką astmy
- 2000
  - Daniel Beauvois (ur. 1938), historyk, znawca historii Polski i innych krajów słowiańskich XIX wieku. Profesor Uniwersytetu Lille III oraz Paris I Panteon-Sorbone. Kierownik Ośrodka Historii Narodów Słowiańskich.
  - Zbigniew K. Brzeziński (ur. 1928), politolog, profesor Columbia University, członek PAU, współtwórca teorii totalitaryzmu, w latach 1977–1981 doradca prezydenta J. Cartera ds. bezpieczeństwa narodowego.
  - Michel Che(inne języki) (ur. 1941), chemik, profesor Uniwersytetu P. i M. Curie w Paryżu, członek Institut Universitaire de France, aktywny działacz ruchu na rzecz obrony praw człowieka.
  - Karl Dedecius (ur. 1921), tłumacz literatury polskiej na język niemiecki, autor opracowań krytycznych polskiej literatury, członek PAU, założyciel Instytutu Niemiecko-Polskiego w Darmstadt.
  - François Delange(inne języki) (ur. 1935) roku, ekspert komisji Zjednoczonej Europy w zakresie profilaktyki jodowej w wypadku awarii nuklearnej.
  - Michał Głowiński (ur. 1934), teoretyk i historyk literatury, badacz literatury polskiej; profesor Uniwersytetu Warszawskiego. Członek PAU i od 1994 roku członek korespondent PAN.
  - Kornel Gibiński (ur. 1915), kardiolog, gastrolog
  - Henryk Mikołaj Górecki (ur. 1933), kompozytor, w latach 1975–1979 rektor katowickiej Państwowej Wyższej Szkoły Muzycznej.
  - Gustaw Herling-Grudziński (ur. 1919), pisarz, krytyk literacki, publicysta.
  - Jerzy Jarocki (ur. 1929), reżyser teatralny, pedagog, profesor krakowskiej Państwowej Wyższej Szkoły Teatralnej.
  - Franciszek Kokot (ur. 1929), nefrolog, endokrynolog. Od 1953 roku związany ze Śląską Akademią Medyczną. Członek rzeczywisty PAN oraz członek czynny PAU.
  - ks. kardynał Franciszek Macharski (ur. 1927), absolwent Wydziału Teologicznego UJ, doktorat z zakresu teologii na Uniwersytecie we Fryburgu; arcybiskup metropolita krakowski; od 1979 kardynał.
  - Peter Mansfield (ur. 1933), profesor fizyki na Uniwersytecie Nottingham, odkrywca obrazowania magnetycznego rezonansu; doktor h.c. Uniwersytetu w Strassburgu i Uniwersytetu w Kent; laureat Nagrody Nobla 2003 w dziedzinie medycyny.
  - Pietro Marchesani slawista, tłumacz poezji, prozy i dramaturgii polskiej na język włoski.
  - Mirosław Mossakowski (ur. 1929), neuropatolog. Członek zwyczajny i Prezes PAN.
  - Sławomir Mrożek (ur. 1930), dramaturg i prozaik.
  - Jerzy Nowosielski (ur. 1923), malarz, profesor Akademii Sztuk Pięknych w Krakowie.
  - Jan Nowak-Jeziorański (ur. 1913), działacz konspiracji, publicysta, pisarz
  - Stanisław Stomma (ur. 1908), prawnik; od 1945 roku związany z Uniwersytetem Jagiellońskim
  - Michael Szwarc (ur. 1909), chemik, organizator New York State Polymer Center.
  - Władysław Świątecki (ur. 1926) fizyk teoretyk; członek Duńskiej Akademii Nauk i Polskiej Akademii Umiejętności.
  - Andrzej Tarkowski (ur. 1933), embriolog. Od 1952 roku związany z Uniwersytetem Warszawskim. Członek PAU i PAN.
  - Andrzej Trzebski (ur. 1928), fizjolog; od 1952 roku związany z Akademią Medyczną w Warszawie. Członek PAU i PAN.
  - Tomas Venclova (ur. 1937), poeta, literaturoznawca, publicysta.
  - Piotr Wandycz (ur. 1923), historyk, profesor Yale University, członek PAU i PAN, prezes Polskiego Instytutu Naukowego w Ameryce (Polish Institute of Arts and Sciences of America).
  - Tadeusz Różewicz (ur. 1921), poeta, dramatopisarz, prozaik.

## XXI wiek
- 2001
  - James Travis – biochemik, pionier badań nad strukturą i funkcją enzymów proteolitycznych.
- 2002
  - Peter Hommelhoff(inne języki) – prawnik, specjalista w dziedzinie prawa handlowego, gospodarczego i cywilnego, profesor w Uniwersytecie Karola Ruprechta w Heidelbergu.
  - Horst Konzen(inne języki) – prawnik, specjalista w dziedzinie prawa pracy, profesor w Uniwersytecie Johannesa Gutenberga w Moguncji.
  - Isabella Lugoski-Karle – specjalista w dziedzinie krystalografii, profesor w Laboratorium Struktury Materii w Instytucie Badawczym Marynarki Wojennej USA w Waszyngtonie.
  - Jerome Karle – specjalista w dziedzinie krystalografii kwantowej, krystalografii makrocząsteczek i biologii molekularnej, profesor w Laboratorium Struktury Materii w Instytucie Badawczym Marynarki Wojennej USA w Waszyngtonie. Laureat Nagrody Nobla w dziedzinie chemii (1985)
  - Umberto Veronesi – chirurg i onkolog, profesor w Europejskim Instytucie Onkologii w Mediolanie.
- 2003
  - Kardynał Franz König – duszpasterz i intelektualista, reformator życia kościelnego w Austrii.
  - Władysław Stróżewski – współczesny polski filozof.
  - Norman Davies – pisarz, historyk, znawca historii Polski.
- 2004
  - Joachim Treusch(inne języki) – fizyk teoretyk, propagator badań interdyscyplinarnych. Założyciel i pierwszy przewodniczący Stowarzyszenia Niemieckich Centrów Badawczych im. Hermanna von Helmholtza.
  - Frederica P. Perera(inne języki) – epidemiolog molekularny, autorka prac o zmianach w DNA w wyniku skażenia środowiska, profesor Columbia University, od 1998 r. kieruje Columbia Center for Children’s Environmental Health.
  - Ryszard Kapuściński – pisarz, reporter.
- 2005
  - Aleksander Koj – biochemik, twórca krakowskiej szkoły biochemii, członek PAU i PAN, rektor UJ w latach 1987–1990 oraz 1993–1999.
  - Seamus Heaney – poeta, autor esejów, studiów literackich i przekładów poetyckich; laureat literackiej Nagrody Nobla w 1995 roku.
  - Bronisław Geremek – historyk mediewista, polityk.
  - Józef Ziółkowski – chemik nieorganik, specjalista w dziedzinie katalizy homogenicznej z udziałem związków koordynacyjnych.
  - ks. abp Józef Życiński filozof nauki, wielki kanclerz Katolickiego Uniwersytetu Lubelskiego, członek Europejskiej Akademii Nauki i Sztuki w Salzburgu, członek zagraniczny Rosyjskiej Akademii Nauk Przyrodniczych; publicysta.
- 2006
  - Czesław Olech – matematyk.
  - Stanisław Barańczak – poeta, tłumacz i krytyk literacki.
- 2007
  - Richard Wielebinski – astrofizyk.
- 2008
  - Jan Baszkiewicz – prawnik, historyk, politolog i historyk idei
  - XIV Dalajlama – duchowy i polityczny przywódca narodu tybetańskiego
  - Lonny Glaser – inicjatorka i założycielka Fundacji Janineum
  - Frank Steglich(inne języki) – fizyk eksperymentalny
  - Andrzej Szczeklik – lekarz
- 2009
  - Marek Edelman – lekarz kardiolog, ostatni przywódca powstania w getcie warszawskim
  - Andrzej Ciechanowiecki – historyk sztuki, mecenas kultury i kolekcjoner sztuki, antykwariusz
  - Jan A. Staessen(inne języki) – hipertensjolog, specjalista w zakresie chorób układu krążenia
  - Rudi van Eldik(inne języki) – chemik

- 2010
  - Andrzej Murzynowski – profesor nauk prawnych, prezes Izby Karnej Sądu Najwyższego, profesor zwyczajny Uniwersytetu Warszawskiego, powstaniec warszawski
  - Henryk Olszewski – historyk prawa, profesor nauk prawnych,
- 2011
  - Gaetano Platania
  - Peter-Christian Müller-Graff(inne języki) – prawnmik, specjalizujący się w prawie europejskim oraz prawie gospodarczym prywatnym i publicznym
  - Thomas L. Saaty(inne języki) – matematyk amerykański
  - Hans Joachim Meyer – niemiecki chirurg

- 2012
  - Michał Heller
  - Frank Wilczek
  - Wacław Szybalski
  - Adam Zagajewski

- 2013
  - Maciej Żylicz
  - Franz H. Messerli(inne języki) –  hipertensjolog
  - Andrzej Grzegorczyk

- 2014
  - Robert Huber
  - Witold Kieżun – powstaniec warszawski, ekonomista, profesor zarządzania
  - Antony Polonsky
  - Tomas Tranströmer[5]

- 2015
  - Henning Dralle(inne języki)
  - Anthony Giddens
  - Luigi Marinelli
  - Jean Martinez(inne języki)
  - Henryk Samsonowicz

- 2016
  - Larry McLerran
  - Yukihiro Ozaki

- 2017
  - Maria Delaperrière
  - Hans-Rudolf Tinneberg[6]

- 2018
  - Joseph Schatzker
  - Jacques Leroy
  - Tad Taube

- 2019
  - Leszek Borysiewicz
  - Nico van Straalen(inne języki)

- 2021
  - Marek Krawczyk
  - Richard Van Praagh – lekarz kardiolog i kardiochirurg dziecięcy
  - Reiner Schmidt(inne języki)
  - Olga Tokarczuk
  - Wojciech Żurek – polski fizyk specjalizujący się w fizyce kwantowej, pracownik naukowy Los Alamos National Laboratory

- 2022
  - Anders Bergenfelz
  - Constantin Geambașu
  - Andrzej Królewski
  - Wiesław Myśliwski
  - Stanisław Salmonowicz
  - Andrzej Tadeusz Słomiński – specjalista w dziedzinie dermatologii, patomorfologii i endokrynologii

- 2023
  - Horst Kisch – chemik, profesor chemii nieorganicznej na Uniwersytecie w Erlangen-Norymberdze
  - Ada Jonath

- 2024
  - Roman Jaeschke
  - Peter Kleinebudde

- 2025
  - Jacek Gudowski – sędzia

## Status niepewny
W 2008 r.  Senat UJ podjął uchwałę o nadaniu Stevenowi Spielbergowi tytułu doktora h.c., lecz brak jest informacji, czy tytuł został nadany i kiedy.